# Ewa (film 2010)
Ewa – polski film obyczajowy z 2010 roku w reżyserii Ingmara Villqista i Adama Sikory. Zdjęcia do filmu kręcono w Katowicach, Świętochłowicach, Gliwicach i w Chorzowie w październiku 2009 roku.

## Fabuła
Kiedy ojciec traci pracę w kopalni, w której spędził ostatnie kilkanaście lat, rozpoczyna się proces destabilizacji rodziny. Przez splot okoliczności jego żona rozpoczyna pracę jako sprzątaczka w agencji towarzyskiej. Idzie do pracy tak, jakby szła do każdej innej, bo trzeba płacić rachunki i dbać o dzieci. Nie wartościuje wyboru tej pracy w kategoriach moralnych. Mężowi nie podoba się wybór miejsca pracy przez żonę, ale godzi się z tym, bo „żadna praca nie hańbi”. Długi powodują, że wbrew sobie kobieta godzi się na coś więcej, niż tylko praca sprzątaczki.

## Obsada
- Barbara Lubos-Święs − jako Giza
- Andrzej Mastalerz − jako Erwin
- Anna Guzik − jako Monika
- Aleksandra Popławska − jako Basia
- Robert Talarczyk − jako Leon
- Justyna Święs − jako Mirela
- Dawid Smaczny − jako Maciek
- Jan Skrzek − jako kierowca mercedesa
- Tomasz Stangrecki − jako łysy mężczyzna
- Marcin Kocela − jako agent
- Grażyna Bułka − jako Brygida
- Monika Radziwon − jako urzędniczka
- Michał Rolnicki − jako narzeczony Basi

i inni